# Cecidomyia decemmaculata
Cecidomyia decemmaculata är en tvåvingeart som först beskrevs av Walsh 1864.  Cecidomyia decemmaculata ingår i släktet Cecidomyia och familjen gallmyggor. Inga underarter finns listade i Catalogue of Life.